# Regno del Burundi
Il Regno del Burundi (Ubwami bw'i Burundi in kirundi) venne fondato attorno al 1680 da Ntare Rushatsi capostipite della dinastia dei Baganwa. 

La successione regale dei bami, o re, continuò anche dopo l'instaurarsi del protettorato tedesco (1884-1890) e quindi della sovranità tedesca sulla colonia dell'Africa Orientale tedesca (1890-1916), il passaggio al Belgio (1916-1922), il mandato belga sul Ruanda-Urundi da parte della Lega delle Nazioni (1922-1946), e come territorio affidato al Belgio dalle Nazioni Unite (1946-1960) e infine nuovamente come regno prima autonomo (dal gennaio 1961) e poi indipendente (dal 1º luglio 1962), fino alla proclamazione della Repubblica del Burundi, il 28 novembre del 1966.